# Liste der Mitglieder der American Academy of Arts and Sciences/1888
Im Jahr 1888 wählte die American Academy of Arts and Sciences 13 Personen zu ihren Mitgliedern.

## Neugewählte Mitglieder
- Albert de Broglie (1821–1901)
- John Evans (1823–1908)
- George Brown Goode (1851–1896)
- Adolf Kirchhoff (1826–1908)
- Karl Johann Maximowicz (1827–1891)
- Adolf Erik Nordenskiöld (1832–1901)
- Abbott Lawrence Rotch (1861–1912)
- Henry Sidgwick (1838–1900)
- Leslie Stephen (1832–1904)
- John William Strutt (1842–1919)
- George Fillmore Swain (1857–1931)
- Elihu Thomson (1853–1937)
- Crawford Howell Toy (1836–1919)